# 山田南実
山田 南実（やまだ みなみ、2001年3月2日 - ）は、日本の元グラビアアイドル。アイドルグループ「Pimm's」の元メンバー。プラチナムプロダクションに所属していた。北海道出身。

## 来歴
2017年5月、「恋するフリーク」に新メンバーとして加入し、アイドルデビュー。同グループは2018年12月に卒業した。
2018年6月、週刊ヤングジャンプ主催の「制コレ18」のファイナリストに選出され、同年10月に「制コレ18」準グランプリを獲得。
2019年1月24日、アイドルグループPimm'sに加入。メンバーカラーはパープル。
2019年12月12日、1st写真集「みなみと」を発売。
2020年4月17日、1stイメージDVD「みなみかぜ」を発売。
2020年5月24日、Pimm'sを卒業。
2020年10月1日、所属芸能事務所をA-Lightからプラチナムプロダクションに移籍。
2020年10月30日、2ndイメージDVD「みなみの青春一直線！！」を発売。
2021年1月、1stイメージ作品『みなみかぜ』がDMM.com 2020年グラビアアイドルDVD年間売り上げランキング3位と発表され、「EX大衆」のwebサイト EXwebで行われた日本IV大賞2020座談会で日本IV大賞2020 セールス賞を受賞。
2021年2月1日、同じ事務所に所属し、かつそれぞれ別のミスコンで受賞歴のある豊田ルナ・吉田莉桜・蓼沼優衣と「週刊プレイボーイ」のセンターグラビアで共演。さらに吉田とのコンビでデジタル写真集も発売された。
2023年7月7日発売のデジタル写真集『絢爛乱舞プリンセス』以降、プラチナムプロダクション所属者一覧から名前が消滅。SNSも2024年1月時点は更新がストップしているため現在の消息は不明となっている。

## 人物

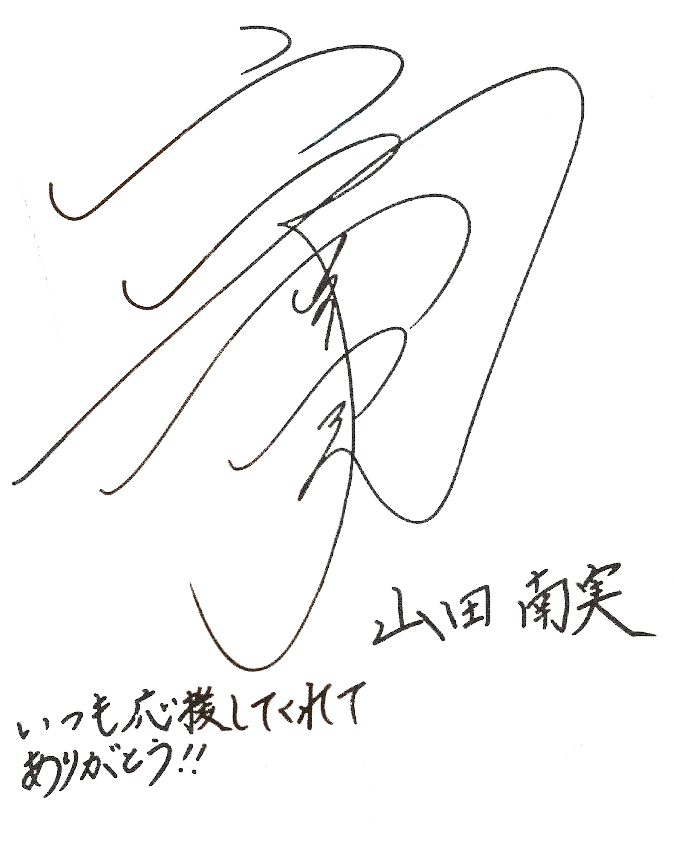
署名（2022年）

趣味は音楽、映画鑑賞。特技はダンス、英会話。もともとグラビアアイドル志望でなかったので、水着グラビアは恥ずかしさもあり、当初は抵抗があった。ファンの声を聴き、「もっと自分を信じてもいい」と思えたことがグラビア仕事と向き合えたきっかけと語り、表情や気持ちの切り替えは、女優仕事にも生きているという。

## 出演

### 配信ドラマ
- 小悪魔教師♡サイコ - Cinema Content -（2021年、peep） - 水原ナナ 役[34][35]

### 舞台
- 劇団0話「神の子達はみな遊ぶ」（2020年11月6日・8日、アトリエファンファーレ東新宿） - 鳥村あずき 役[36]
- モンブラン～黄昏のROUTE69（2022年7月8日 - 10日、CBGKシブゲキ!!） - アユミ 役[37]

### 映画
- 虹が落ちる前に（2022年3月19日、BABY OWL） - セリカ 役[38]

## 作品

### 映像作品
- みなみかぜ（2020年4月17日、企画：株式会社集英社　週刊ヤングジャンプ編集部、製作・著作：株式会社集英社／株式会社コペル、発売・販売：株式会社コペル、販売協力：リバプール株式会社、監督：舘野桂、スチール：名児耶洋、DVD 89分・リージョン2）[17][18][19] ※アイドル・オン・デマンドにてDVD本編映像にアイドル・オン・デマンド限定の未公開映像（DVD「みなみかぜ」と写真集「みなみと」のメイキング映像）を追加して高画質配信[39]
- みなみの青春一直線！！（2020年10月30日、発売・販売：株式会社コペル、販売協力：ハピネット・メディアマーケティング、監督：舘野桂、スチール：名児耶洋、DVD 82分・リージョン2）[23][24][25][40] ※アイドル・オン・デマンドにて高画質配信[41]
- 北から南へ（2022年2月25日、竹書房）

## 書籍

### 写真集
- みなみと（2019年12月12日、集英社[注 2]、撮影：Takeo Dec.）ISBN 978-4087808919[13][14][15]
- Departure（2022年11月16日、講談社、撮影：Takeo Dec.）ISBN 978-4065299579[42][43][44][45]

### デジタル写真集
- 【デジタル限定 YJ PHOTO BOOK】山田南実写真集「やっと二人で会えたね」（2019年1月24日、集英社、撮影：Takeo Dec.）[46][47] ※「週プレ グラジャパ！」では、限定カットの特典付き
- 【デジタル限定 YJ PHOTO BOOK】山田南実写真集「キミを見つけた日」（2019年4月11日、集英社、撮影：Takeo Dec.）[46][47] ※「週プレ グラジャパ！」では、限定カットの特典付き
- 【デジタル限定 YJ PHOTO BOOK】山田南実写真集「尾道に行ってきました。」（2019年10月17日、集英社、撮影：Takeo Dec.）[46][47] ※「週プレ グラジャパ！」では、限定カットの特典付き
- 【デジタル限定 YJ PHOTO BOOK】山田南実写真集「初心」（2020年3月26日、集英社、撮影：Takeo Dec.）[46][47] ※「週プレ グラジャパ！」では、限定カットの特典付き
- 【デジタル限定 YJ PHOTO BOOK】山田南実写真集「みなみかぜ」（2020年12月24日、集英社、撮影：名児耶洋）[46][47] ※「週プレ グラジャパ！」では、限定カットの特典付き
- 【デジタル限定 YJ PHOTO BOOK】山田南実写真集「みなみの青春一直線!!」（2020年12月24日、集英社、撮影：名児耶洋）[46][47] ※「週プレ グラジャパ！」では、限定カットの特典付き
- 【デジタル限定】吉田莉桜／山田南実写真集「その光に、手を伸ばせ。」 週プレ PHOTO BOOK（2021年2月1日、集英社、撮影：丸谷嘉長）[48][47] ※「週プレ グラジャパ！」では、限定カットの特典付き
- 制コレ・山田南実「ハタチのLOVEビキニ　144ページ完全版」FRIDAYデジタル写真集（2021年4月8日、講談社、撮影：佐藤裕之）[49]
- 山田南実『僕とキミの記念日』BOMBデジタル写真集（2021年6月9日、ワン・パブリッシング、撮影：LUCKMAN）
- 山田南実「笑顔のスナイパー」SPA!デジタル写真集（2021年7月9日、扶桑社、撮影：岡本武志）
- 漫画アクションデジタル写真集　山田南実「どっちが好き？（2021年11月26日、双葉社、撮影：Takeo Dec.）
- 山田南実「ハタチのJUICYボディ　134ページの大ボリューム！」FRIDAYデジタル写真集（2021年12月10日、講談社、撮影：佐藤裕之）
- 山田南実「微笑みのプリンセス」アサ芸Secret！デジタル写真集（2022年3月4日、徳間書店、撮影：原田武尚）
- EX大衆デジタル写真集：27 山田南実「ちょっとだけ背伸びしたい年頃」（2022年6月30日、双葉社、撮影：田村浩章）
- 山田南実「もう大人だから」100ページ決定版 FRIDAYデジタル写真集（2022年8月5日、講談社、撮影：Takeo Dec.）
- 山田南実　絢爛乱舞プリンセス（2023年7月7日、講談社、撮影：LUCKMAN）

### 雑誌・ムック
- 週刊ヤングジャンプ 2018 No.30（2018年6月28日、集英社）[50][51] - 表紙・グラビア ※制コレ18
- 週刊ヤングジャンプ 2018 No.31（2018年7月5日、集英社）[52][53] - 巻末グラビア ※制コレ18
- 週刊ヤングジャンプ 2018 No.46（2018年10月18日、集英社）[54][55][56] - 表紙・巻頭グラビア・巻末グラビア ※制コレ18
- 週刊ヤングジャンプ 2019 No.6・7（2019年1月10日、集英社）[57][58] - 表紙・グラビア ※2019SS級ELEVEN
- 週刊ヤングジャンプ 2019 No.8（2019年1月24日、集英社）[59][60][61][62] - 巻頭ソログラビア
- BOMB 2019年3月号（2019年2月9日、学研プラス）[63] - ソログラビア
- 週刊ヤングジャンプ 2019 No.19（2019年4月11日、集英社）[64][65] - ソロ表紙・巻頭ソログラビア
- 週刊ヤングジャンプ 2019 No.24（2019年5月16日、集英社）[66][67] - 表紙・巻頭グラビア・センターグラビア・巻末グラビア ※制コレ18
- 週刊ヤングジャンプ 2019 No.36・37（2019年8月8日、集英社）[68][69] - 表紙・グラビア ※40夏娘
- 週刊ヤングジャンプ 2019 No.46（2019年10月17日、集英社）[70][71] - ソロ表紙・巻頭ソログラビア
- ヤングガンガン 2019年11月15日号（2019年11月1日、スクウェア・エニックス）[72] - ソロ表紙・巻頭ソログラビア ※電子版は紙版未掲載カット収録のグラビア増量版
- ヤングガンガン 2019年12月6日号（2019年11月15日、スクウェア・エニックス） - 付録DVD ※ヤングガンガン 2019年11月15日号に掲載されたソログラビアの撮影メイキング映像を収録
- Platinum FLASH Vol.11（2019年11月21日、光文社）[73][74][75] - ソログラビア
- 週刊ヤングジャンプ 2020 No.1（2019年12月5日、集英社）[76] - センターグラビア
- 週刊プレイボーイ 2019 No.51（2019年12月9日、集英社）[77] - ソログラビア
- 週刊ヤングジャンプ 2020 No.2（2019年12月12日、集英社）[78][79] - ソロ表紙・巻頭ソログラビア
- FRIDAY 2020年1月3日号（2019年12月20日、講談社） - ソログラビア
- FLASHスペシャル グラビアBEST 2020年新年号（2019年12月26日、光文社） - ソログラビア
- BOMB 2020年3月号（2020年2月7日、学研プラス）[80] - ソログラビア
- 週刊ヤングジャンプ 2020 No.17（2020年3月26日、集英社）[81][82] - ソロ表紙・巻頭ソログラビア
- 週刊FLASH 2020年4月21日号（2020年4月7日、光文社） - 巻頭ソログラビア[3]
- FRIDAY 2020年5月8日・15日号（2020年4月24日、講談社） - ソログラビア
- BOMB 2020年6月号（2020年5月9日、学研プラス） - ソログラビア
- 週刊FLASH 2020年6月16日号（2020年6月2日、光文社）[83] - ソログラビア
- 週刊ヤングジャンプ 2020 No.36・37（2020年8月6日、集英社）[84][85] - 表紙・巻頭グラビア ※君のことが大大大大大好きな41人の彼女
- 週刊FLASH 2020年10月27日号（2020年10月13日、光文社）[86] - ソログラビア
- 週刊FLASH 2020年11月10日・17日合併号（2020年10月27日、光文社）[87] - グラビア ※グラビア第七世代がやってきた
- FRIDAY 2020年11月20日号（2020年11月6日、講談社） - ソログラビア
- BOMB 2021年1月号（2020年12月9日、ワン・パブリッシング） - ソログラビア ※BOMB.tvにて本誌未公開グラビアを配信[88]
- Platinum FLASH Vol.14（2021年1月28日、光文社）[89] - ソログラビア
- FRIDAY 2021年2月12日号（2021年1月29日、講談社） - ソログラビア ※FRIDAYサブスクリプションにてグラビアと動画を配信[90]
- 週刊プレイボーイ 2021 No.7（2021年2月1日、集英社）[91] - センターグラビア＆付録DVD ※『その光に、手を伸ばせ。』(豊田ルナ、吉田莉桜、山田南実、蓼沼優衣)
- 週刊アスキー No.1323（2021年2月23日、角川アスキー総合研究所） - ソロ表紙
- 週刊アスキー No.1324（2021年3月2日、角川アスキー総合研究所） - ソロ表紙
- 週刊FLASH 2021年3月23日号（2021年3月9日、光文社）[92] - ソロ表紙・巻頭ソログラビア ※FLASH Primeにてメイキング動画と未掲載写真を配信[93]
- FRIDAY 2021年4月16日号（2021年4月2日、講談社） - ソログラビア ※FRIDAYサブスクリプションにてグラビアを配信[94]
- 週刊SPA! 2021年4月13日号（2021年4月6日、扶桑社） - ソログラビア
- ヤングチャンピオン烈 2021年No.5（2021年4月20日、秋田書店）- ソロ表紙・巻頭ソログラビア[95]、特別付録DVD
- STRiKE！プラチナムSTRiKE！（2021年8月3日、主婦の友社） - 蓼沼優衣とのペアグラビア
- FRIDAY 2021年9月3日号（2021年8月20日、講談社） - ソロ表紙・巻頭ソログラビア ※FRIDAYサブスクリプションにて「FRIDAY monthly girl 003=山田南実(完全オリジナル撮り下ろし100カット&ムービー)」を配信[96]